# Târgu Bujor
Târgu Bujor este un oraș în județul Galați, Moldova, România, format din localitatea componentă Târgu Bujor (reședința), și din satele Moscu și Umbrărești. Este al treilea centru urban al județului Galați din punct de vedere al mărimii și al importanței, după municipiile Galați și Tecuci. Conform recensământului din anul 2011, Târgu Bujor are o populație de 6.299 de locuitori.

## Istorie
Podgoria Dealul Bujorului se situează în regiunea de silvostepă a Moldovei, traversată de paralela de 46° lat. nordică, intersectată de meridianul de 28° long. estică. Podgoria face legătura între zona viticolă Dealurile Fălciului la nord și podgoria Covurluiului la sud. S.C.D.V.V. Bujoru este situat la o distanță de 56 km de municipiul Bârlad și 55 km față de municipiul Galați. 	
Deși regiunea viticolă are vechi tradiții în cultura viței de viței de vie, podgoria Dealul Bujorului s-a dezvoltat odată cu înființarea Stațiunii de Cercetare și Dezvoltare Viti-Vinicole din orașul Târgu Bujor (S.C.D.V.V).
Această zonă, datorită condițiilor extreme de temperatură ale aerului, deficitului pluviometric și dinamica umidității atmosferice, prezintă particularități mai rar întâlnite în altă parte a țării (zona fiind foarte secetoasă).
Aranjate pe terase, plantațiile cultivate cu viță de vie se extind an de an. În prezent podgoria are aproape 4000 ha. cu viță de vie repartizate pe 4 centre viticole și anume: Bujoru, Smulti, Oancea, Berești.
Principalele direcții de producție ale podgoriei sunt obținerea vinurilor roșii de calitate superioară (Merlot, Cabernet Sauvignon, Fetească neagră) și vinuri de consum curent.
Orașul Târgu Bujor se poziționează după altitudine, poziție și particularități de relief în unitatea geomorfologică numită Podișul Covurluiului. Acesta este alcătuit din pietrișuri și nisipuri cu intercalații de argile, caracterizat prin paralelismul dealurilor și văilor cu direcția nord-sud. Văile au fundul plat, destul de larg și mlăștinos. Se remarcă și văi cu versanți abrupți care sunt supuși puternic degradării la torente.
Suprafața orașului Târgu Bujor aste de 2 km² și conține 2.338 de gospodării. Zona este dominată de terenuri agricole, culturi de câmp și culturi de viță de vie, pajiști puternic modificate de firuța cu bulb, peliniță, și bărboasă. Vegetația arborescentă e alcătuită din păduri de salcâm și păduri de stejar. Apele curgătoare din Târgu Bujor se incadrează în tipul de regiune continental accentuat. Specific dealurilor și podișurilor Moldovei, acestea au scurgere predominantă în sezonul de primăvară și viituri în timpul verii și al toamnei. Cea mai importantă apă curgătoare din zonă este pârâul Chineja, care se varsă în lacul Brateș. Dintre apele stătătoare menționăm două lacuri cu suprafețe de 5ha, respectiv 4ha. De-a lungul pârâului Chineja se desfășoară un șes format din terase locale de luncă, ce conțin plantații de salcie și plop.

## Localitati componente
Pe lângă orașul propriu-zis, Târgu Bujor conține și localitatile Umbrărești și Moscu.

## Personalități istorice și culturale
- Lascăr Catargiu (1821 – 1899) - proprietar al moșiei Venturești, om politic.
- Eremia Grigorescu (1869 – 1919) - general, comandant al Armatei I Române;
- Emil Vasilescu (1907 - 1971), compozitor, pedagog;
- Grigore Hagiu (1933 – 1985) - poet
- Iulian-Gabriel Bîrsan (n. 1956) - inginer, profesor universitar.

## Monumente și clădiri istorice
- Monumentul Eroilor căzuți pentru întregirea neamului 1916 – 1918
- Monumentul Eroilor – Moscu
- Monumentul Eroilor – Umbrărești
- Școala Generală „Lascar Catargiu” (1896)
- Biserica „Adormirea Maicii Domnului” (1896)
- Spitalul „Vasile Buzoianu” (1875)
- Muzeul de Istorie și Etnografie (1876)
- Statuia generalului Eremia Grigorescu

## Demografie
Componența etnică a orașului Târgu Bujor
     Români (81,79%)
     Romi (4,71%)
     Alte etnii (0,05%)
     Necunoscută (13,45%)
Componența confesională a orașului Târgu Bujor
     Ortodocși (82,26%)
     Penticostali (3,36%)
     Alte religii (0,57%)
     Necunoscută (13,81%)
Conform recensământului efectuat în 2021, populația orașului Târgu Bujor se ridică la 5.946 de locuitori, în scădere față de recensământul anterior din 2011, când fuseseră înregistrați 6.299 de locuitori. Majoritatea locuitorilor sunt români (81,79%), cu o minoritate de romi (4,71%), iar pentru 13,45% nu se cunoaște apartenența etnică. Din punct de vedere confesional, majoritatea locuitorilor sunt ortodocși (82,26%), cu o minoritate de penticostali (3,36%), iar pentru 13,81% nu se cunoaște apartenența confesională.
|  | Graficele sunt indisponibile din cauza unor probleme tehnice. Mai multe informații se găsesc la Phabricator și la wiki-ul MediaWiki. |

Date: Recensăminte sau birourile de statistică - grafică realizată de Wikipedia

## Politică și administrație
Orașul Târgu Bujor este administrat de un primar și un consiliu local compus din 15 consilieri. Primarul, Ion Andone[*], de la Partidul Social Democrat, este în funcție din 2021. Începând cu alegerile locale din 2024, consiliul local are următoarea componență pe partide politice:
|  | Partid                    | Consilieri | Componența Consiliului | Componența Consiliului | Componența Consiliului | Componența Consiliului | Componența Consiliului | Componența Consiliului | Componența Consiliului | Componența Consiliului |
|  | ------------------------- | ---------- | ---------------------- | ---------------------- | ---------------------- | ---------------------- | ---------------------- | ---------------------- | ---------------------- | ---------------------- |
|  | Partidul Social Democrat  | 8          |                        |                        |                        |                        |                        |                        |                        |                        |
|  | Partidul Național Liberal | 6          |                        |                        |                        |                        |                        |                        |                        |                        |
|  | Forța Dreptei             | 1          |                        |                        |                        |                        |                        |                        |                        |                        |